# Scutopus ventrolineatus
Scutopus ventrolineatus är en blötdjursart som beskrevs av Luitfried von Salvini-Plawen 1968. Scutopus ventrolineatus ingår i släktet Scutopus och familjen Limifossoridae. Arten är reproducerande i Sverige. Inga underarter finns listade i Catalogue of Life.